# Do the Motion
Do the Motion è un singolo della cantante sudcoreana BoA, pubblicato nel 2005 ed estratto dall'album Outgrow.

## Tracce
1. Do the Motion
2. With U
3. Kimi no tonari de (キミのとなりで)
4. Do the Motion (TV Mix)
5. With U (TV Mix)
6. Kimi no tonari de (キミのとなりで) (TV Mix)